# Chester Bowles

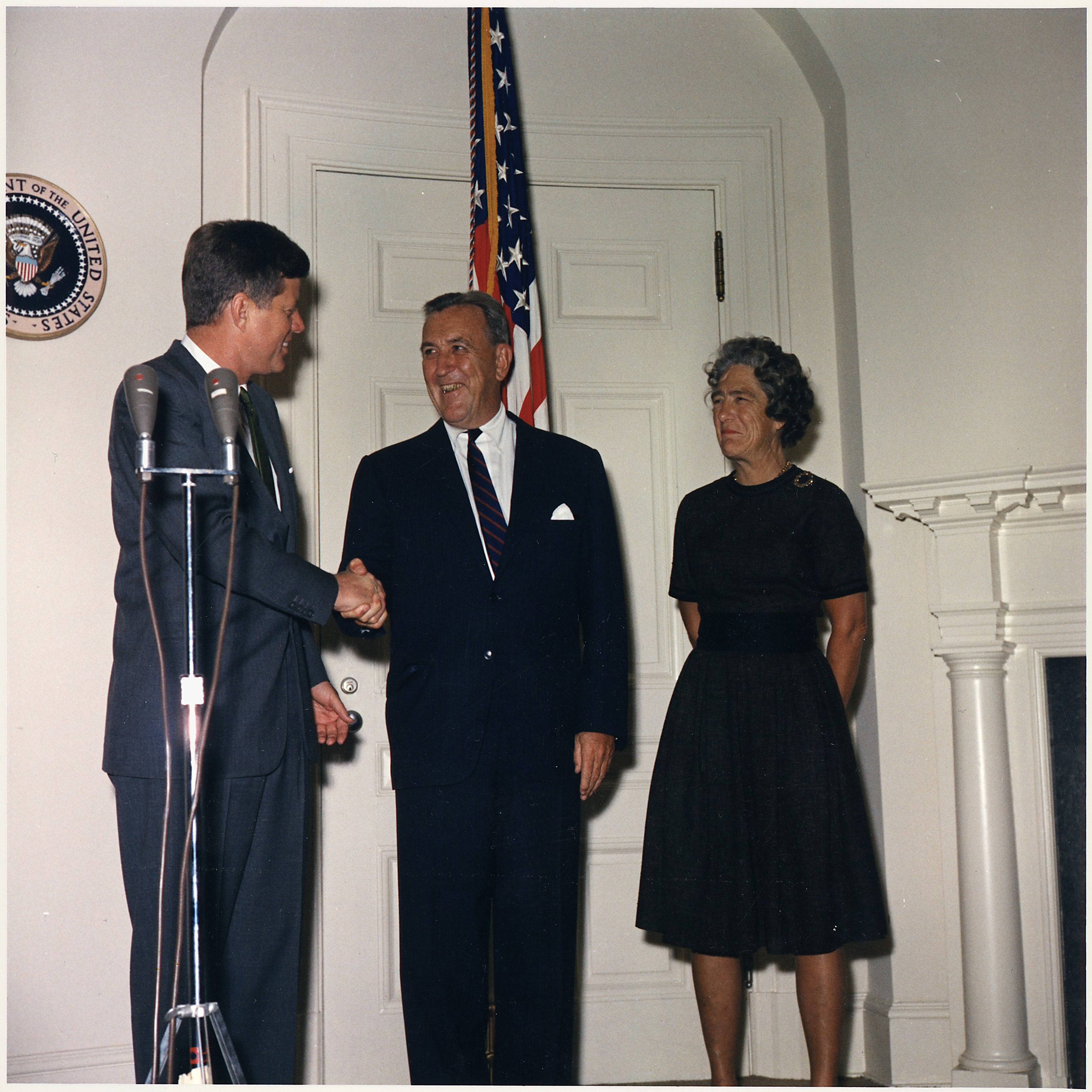
Chester Bowles (Mitte) neben John F. Kennedy (links)

Chester Bliss Bowles (* 5. April 1901 in Springfield, Massachusetts; † 2. Mai 1986 in Essex, Connecticut) war ein US-amerikanischer Politiker und von 1949 bis 1951 Gouverneur des Bundesstaates Connecticut. Er war Mitglied der Demokratischen Partei.

## Frühe Jahre und politischer Aufstieg
Bowles besuchte die Choate School in Wallingford und graduierte 1924 an der Sheffield Scientific School bei Yale. Anschließend arbeitete er für eine Vielzahl von Anzeigenbüros und Zeitungen. Er war auch 1929 Mitbegründer der Benton and Bowles Inc., einer erfolgreichen Werbefirma. Bowles verkaufte 1941 seinen Multimillionen-Dollar-Anteil und ging anschließend in den öffentlichen Dienst. Er war zwischen 1942 und 1943 ein staatlich eingesetzter Nachlassverwalter in Connecticut. Ferner wurde er 1943 durch US-Präsident Franklin D. Roosevelt in das Office of Price Administration berufen. Drei Jahre später ernannte ihn Präsident Harry S. Truman zum Direktor des Office of Economic Stabilization. Ferner war er 1946 auch ein Delegierter bei der United Nations Economic, Scientific and Cultural Organization Conference in Paris. Anschließend war er zwischen 1947 und 1948 ein Special Assistant des Generalsekretärs der Vereinten Nationen.

## Gouverneur von Connecticut
Bowles gewann 1948 die Gouverneursnominierung der Demokraten und wurde kurze Zeit später zum Gouverneur von Connecticut gewählt. Während seiner Amtszeit unterzeichnete er ein Gesetz, das ein Ende der Rassentrennung in der Nationalgarde bedeutete. Die Finanzmittel für Schulen und psychiatrische Kliniken wurden angehoben. Ferner wurde ein Wohnungsprogramm sowie die Vergütungszuschüsse der Arbeiter verbessert. Auch die staatliche gemischtrassige Kommission wurde mit Sonderbefugnissen ausgestattet, so dass diese Diskriminierungsbeschwerden in Gaststätten, Hotels und öffentlichen Sozialwohnungsanlagen nachgehen konnte. Bowles kandidierte 1950 erfolglos für eine Wiederwahl, blieb aber danach weiter im öffentlichen Dienst tätig.

## Weiterer Lebenslauf
Er war zwischen 1951 und 1953 als Nachfolger von Loy W. Henderson Botschafter der Vereinigten Staaten in Indien und Nepal. 1956 wurde er in die American Academy of Arts and Sciences gewählt. Später war er zwischen 1963 und 1969 Abgeordneter im US-Repräsentantenhaus. Ferner übte er von Januar bis Dezember 1961 das Amt des United States Under Secretary of State in der Bundesregierung aus und war damit Stellvertreter von Außenminister Dean Rusk. Er schrieb etliche Bücher, die seine Philosophie in Inlands- und Außenpolitik wiedergaben.

## Bücher und Essays von Chester B. Bowles
- Tomorrow Without Fear (1946)
- Ambassador's Report (1954)
- The New Dimensions of Peace (1955), bzw.
  - Der große Friede. Grenzen und Möglichkeiten, Übersetzung Franz Wördemann, Köln 1957.
- Africa's Challenge to America (1956)
- What Negroes Can Learn From Gandhi (1958)
- Ideas, People, and Peace (1958)
- The Coming Political Breakthrough (1959)
- The Conscience of a Liberal (1962)
- The Makings of a Just Society (1963)
- Promises to Keep: My Years in Public Life (1971)